# Dorfkirche Baumgarten (Warnow)

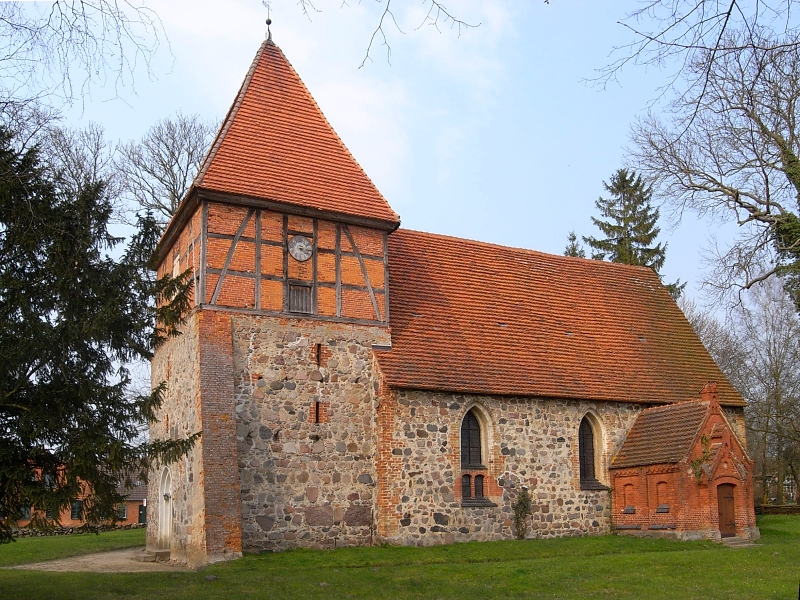
Kirche in Baumgarten (2009)

Die evangelische Dorfkirche Baumgarten ist eine gotische Saalkirche in Baumgarten (Warnow) im Landkreis Rostock in Mecklenburg-Vorpommern. Sie gehört zur Kirchengemeinde Bützow in der Propstei Rostock im Kirchenkreis Mecklenburg der Evangelisch-Lutherischen Kirche in Norddeutschland (Nordkirche).

## Geschichte und Architektur
Die Dorfkirche Baumgarten ist ein flachgedecktes Bauwerk aus Feldstein mit eingezogenem Westturm, dessen Dachstuhl dendrochronologisch auf das Jahr 1366 (d) datiert wurde. Der Ostgiebel mit spitzbogigen Zwillingsblenden ist in Backstein ausgeführt. Eine einzelne Stabbohle aus der Zeit um 1230 (d) im Dachstuhl stammt möglicherweise von einer Holzkirche, deren Teile auch im Dachstuhl der Dorfkirche Laase wiederverwendet wurden. Der Turmaufsatz in Fachwerk wurde um 1800 erbaut und enthält eine für die Region untypische Turmuhr mit Stundenglocke. Bei einer Restaurierung in den Jahren 1891/1892 wurde das Bauwerk neugotisch überformt und erhielt eine Vorhalle im Süden. Im Jahr 1233 wurde Baumgarten dem Archidiakonat Rühn unterstellt, deshalb wird die Existenz einer Gemeinde und eventuell eines bereits damals existierenden Bauwerks angenommen. Das Kloster Rühn wurde hier im Jahr 1355 der bedeutendste Grundeigentümer und veranlasste den heute existierenden Kirchenneubau zu dieser Zeit.

## Ausstattung
Die neugotische Holzausstattung mit Altar und Kanzel stammt aus der Zeit der Restaurierung, ebenso eine Glasmalerei im Ostfenster. An der Orgelempore ist ein Schrein eines Schnitzaltars mit einer Gruppe der Anna selbdritt zwischen Johannes dem Täufer und Hieronymus angebracht, das Ganze wird flankiert von Schnitzfiguren der Maria und des Johannes aus einer Kreuzigungsgruppe, ferner ist ein nicht zugehöriger Kruzifixus an der Südwand erhalten. Diese Schnitzfiguren sind wertvolle Arbeiten einer städtischen Werkstatt und stammen vermutlich aus der Zeit um das Ende des 15. Jahrhunderts.
Eine Glocke mit dem Schlagton h1−5 wurde 1376 gegossen; es handelt sich dabei um die älteste erhaltene Arbeit aus der Werkstatt des Rickert de Monkehagen.
Die Orgel ist ein Werk von Julius Schwarz aus dem Jahr 1892 mit sechs Registern auf einem Manual mit angehängtem Pedal.